# Ben Finegold
Benjamin Philip Finegold (født september 6, 1969 i Detroit, Michigan) er en amerikansk skakstormester og underviser i skak.
Finegold blev født i en jødisk skakfamilie, søn af skakmesteren Ron Finegold og hans kone Rita. Han blev USCF- mester i en alder af 14, seniormester som 16-årig, international mester som 20-årig og stormester som 40-årig.

## Nævneværdige resultater
Finegold fik en delt første plads i 1994 (Chicago, Illinois) og 2007 (Cherry Hill, New Jersey) US Open Chess Championships. Han fik også en delt førsteplads (og opnåede en stormesternorm) i 2002 World Open (Philadelphia, Pennsylvania), og først i 2005 og 2008 National Open Chess Championships (Las Vegas, Nevada). Han blev rangeret som en af de 40 bedste spillere i USA på USCF-listen i august 2013. Finegold har deltaget i ni amerikanske skakmesterskaber: 1994 (Key West, Florida), 1999 (Salt Lake City, Utah), 2002 (Seattle, Washington), 2005 (La Jolla, Californien), 2006 (San Diego, Californien), 2008 (Tulsa, Oklahoma), 2010 (Saint Louis, Missouri), 2011 (Saint Louis, Missouri) og 2013 (Saint Louis, Missouri).
I september 2009 fik han endelig stormestertitlen. I den periode var han tilknyttet Saint Louis Chess Club (tidligere Chess Club and Scholastic Center of Saint Louis), hvilket han var indtil den 14. august 2012. Da han var tilknyttet Saint Louis, filmede han en række YouTube-videoer om skak, som er udgivet på skakklubbens hjemme side. Desuden har han sin egen youtube-kanal, hvor han har arbejdet som freelance underviser og streamer.
Han har været kommentator ved US Chess Championship, US Junior Chess Championship og Sinquefield Cup, og han holdt ofte livlige og ofte humoristiske instruktionsforedrag på Saint Louis Chess Club.   Finegolds foredrag er tilgængelige på YouTube- kanalerne i Saint Louis Chess Club samt kanalen for Chess Club og Scholastic Center i Atlanta, hvor han var medstifter.